# 11255 Fujiiekio
11255 Fujiiekio este un asteroid din centura principală de asteroizi.

## Descriere
11255 Fujiiekio este un asteroid din centura principală de asteroizi. A fost descoperit pe 18 februarie 1977 la Kiso de Hiroki Kosai și Kiichiro Hurukawa. Asteroidul prezintă o orbită caracterizată de o semiaxă mare de 3,10 ua, o excentricitate de 0,15 și o înclinație de 2,6° în raport cu ecliptica.